# Туризм у Португалії

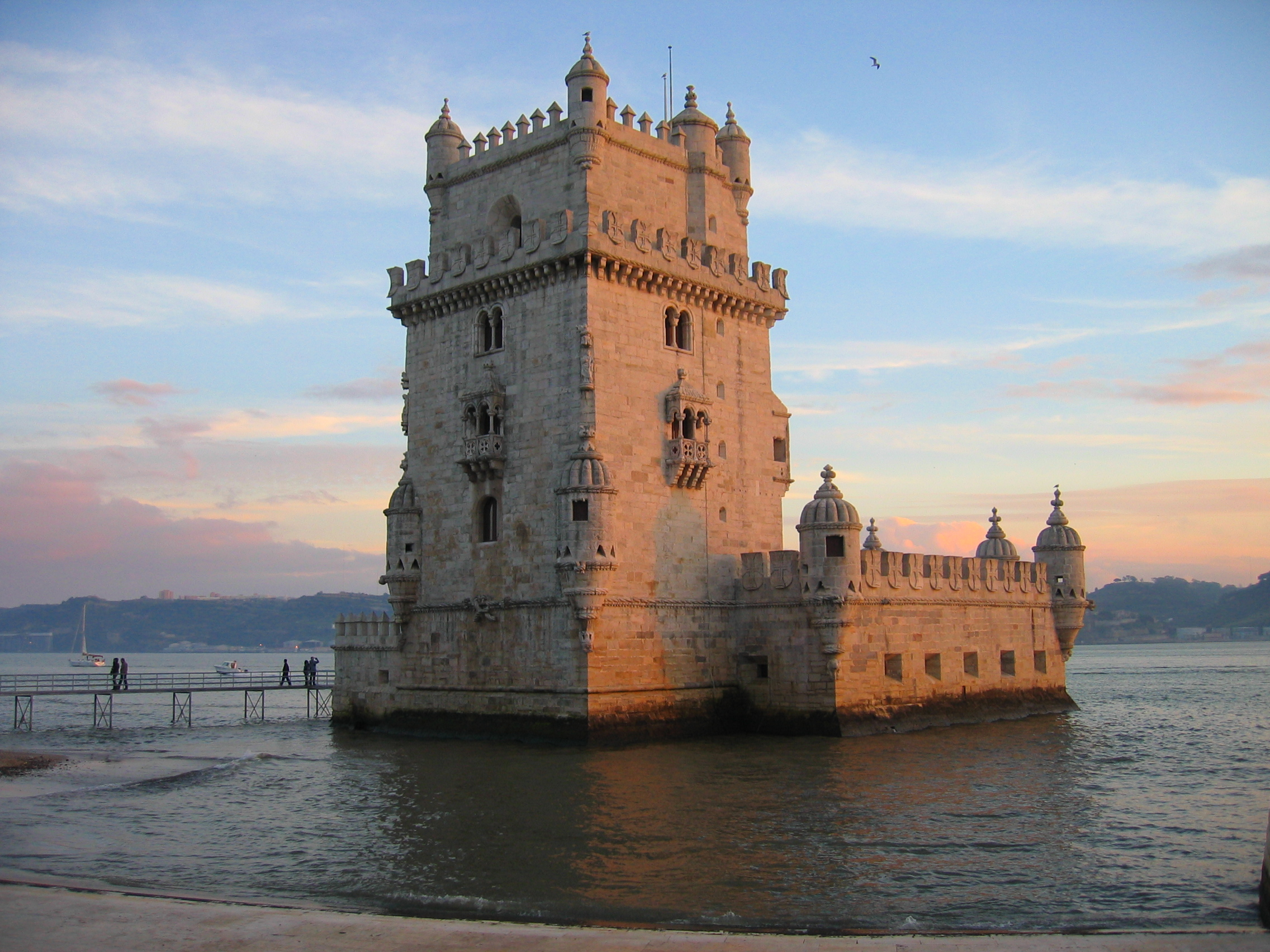
Вежа Белен є однією з найзнаменитіших пам'яток у Лісабоні.

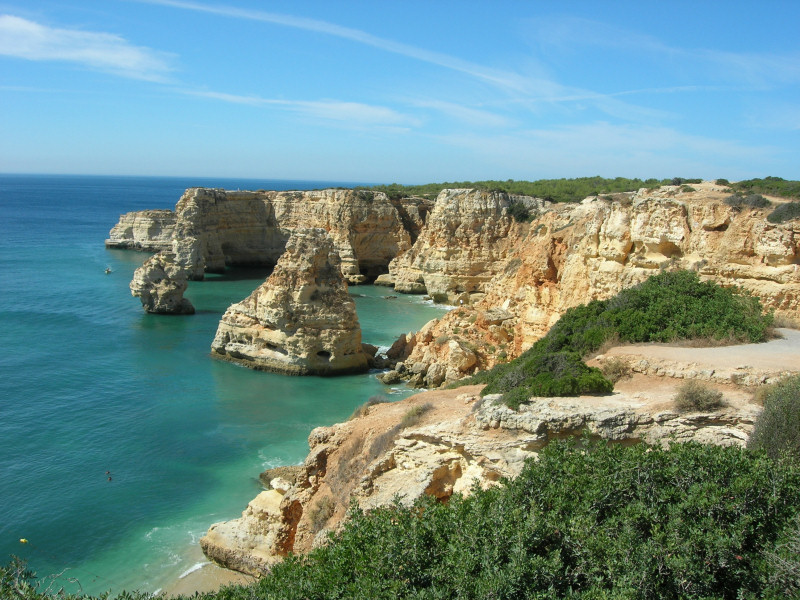
Алгарве — основна пляжна зона пляжного туризму Португалії

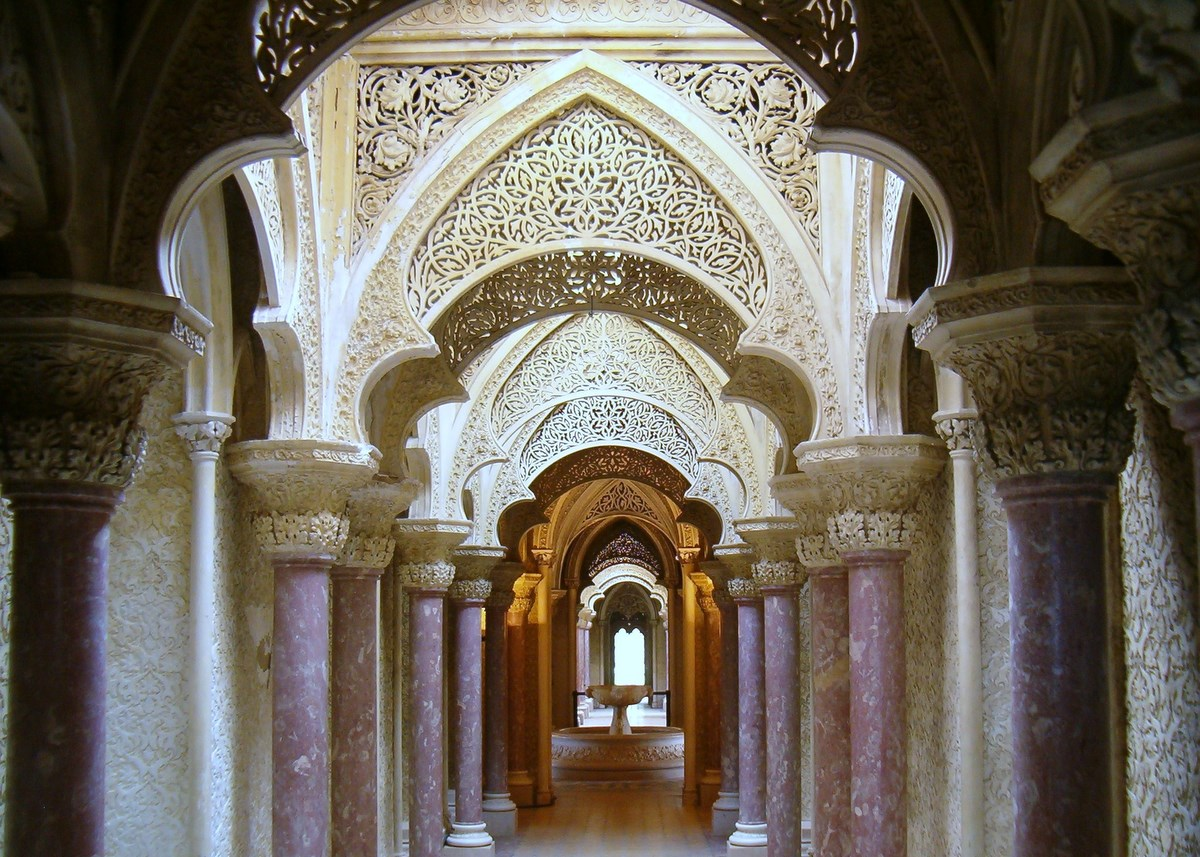
Палац Монсеррат у Сінтрі, Великий Лісабон

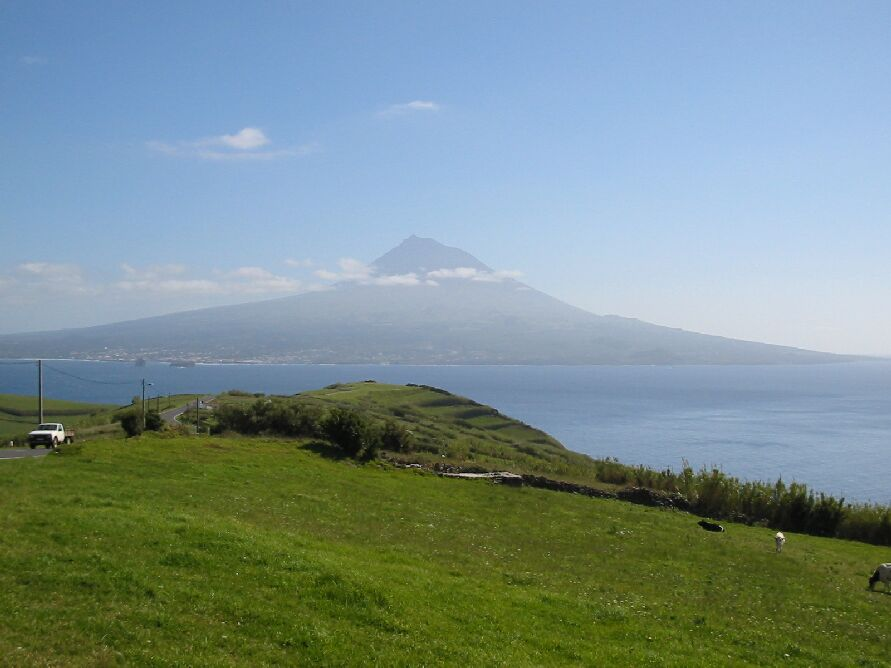
Піку — найвища гора в Португалії, виноробні на ній охороняються в об'єкти всесвітньої спадщини

Туризм у Португалії — одна з основних статей прибутку сфери послуг економіки Португалії. У 2006 країну відвідало 12,8 мільйонів туристів. Туризм відіграє все важливішу роль в економіці Португалії, вносячи близько 5 % в ВВП країни. 

## Основні туристичні райони
Основними туристичними районами є (в порядку їх значущості) :
- Великий Лісабон (Лісабон),
- Алгарве,
- португальські острови (порт. Ilhas Portuguesas: Мадейра та Азорські острови),
- Великий Порту,
- Північна Португалія (Porto e Norto) та Алентежу.

Лісабон, після Барселони, приваблює більшість туристів. 7 000 000 туристів відпочивали в міських готелях у 2006; їх число зросло на 11,8 % у порівнянні з попереднім роком. 
Лісабон в останні роки обійшов Алгарве як передовий туристичний регіон у Португалії. Порту та Північну Португалію, особливо в міських районах на північ від річки Дуеро, відвідало багато туристів, яка зросла найбільше у 2006 (на 11,9 %). Останнім часом більшість туристів у Португалії — британці, іспанці та німці, які подорожують лоу-кост авіакомпаніями, шукаючи не лише пляж і сонце, а й вивчають португальську кухню, морський туризм. 

## Туристичні місця

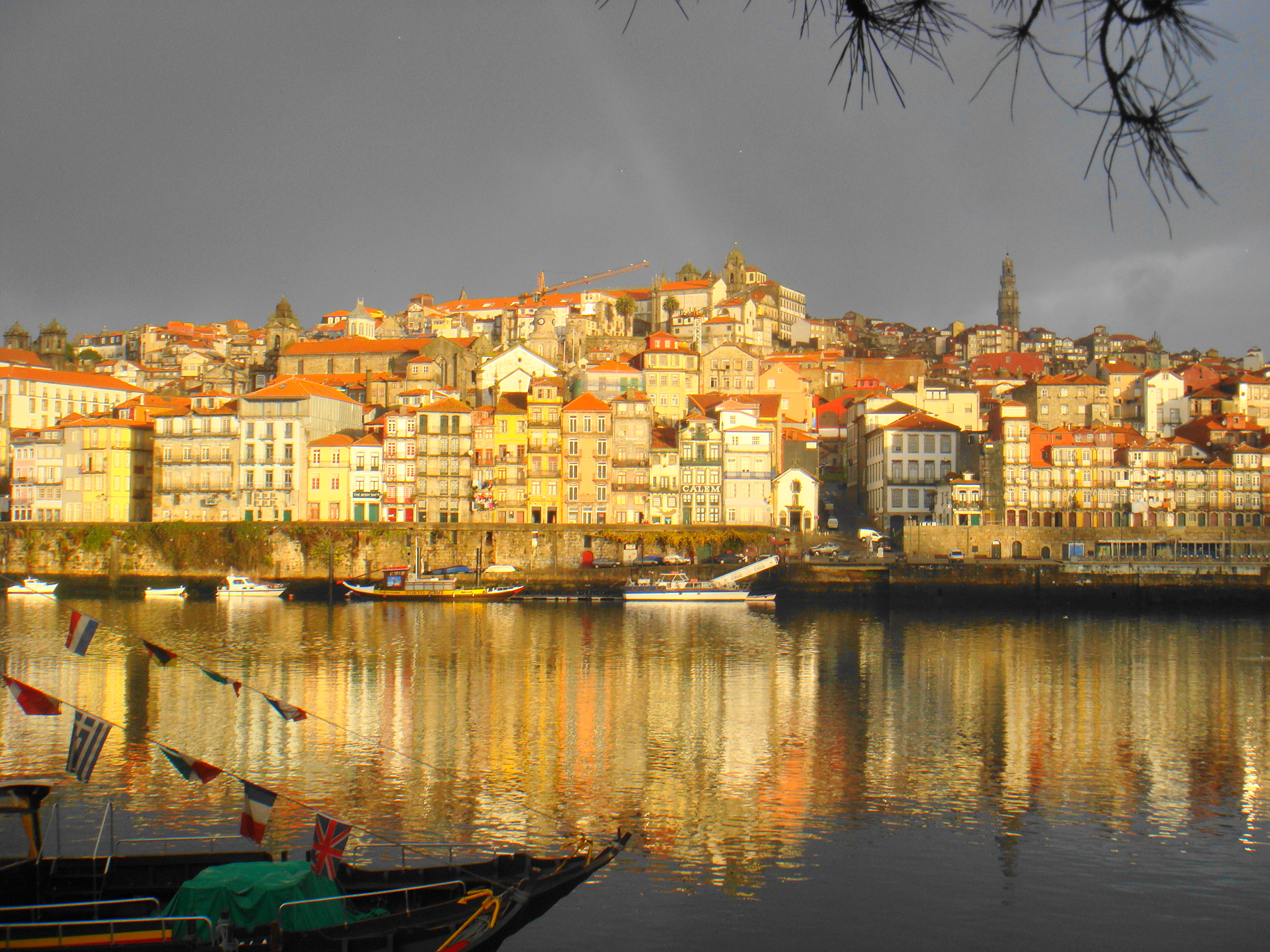
Порту і його передмістя — висхідні зірки туризму в Португалії

Туристичними «гарячими точками» в Португалії є Лісабон, Алгарве та Мадейра. Останнім часом португальський уряд розробляє нові місця для туризму: Дуеро, Порту-Санту та Алентежу. 
Португалія має й інші туристичні регіони: Douro Sul, Templários, Dão-Lafões, Costa do Sol, Costa Azul, Planície Dourada та ін. Більшість з них є невідомими для туристів. Станом на 2007 вони реорганізовуються. 
Найвідоміші регіони туризму в Португалії: 
- Costa Verde — Португальський зелений берег охоплює все північне узбережжя Португалії від гирла річки Міньо до Порту.
- Costa da Prata — Срібний берег. Узбережжя центральної Португалії від Порту до Лісабона.
- Costa de Lisboa — узбережжя Лісабона. Узбережжя столиці та її передмість.
- Montanhas — гірські та внутрішні райони північної та центральної Португалії, а саме: Серра-да-Ештрела та Trás-os-Montes.
- Planícies — Португальська плоска область в Алентежу на півдні.
- Algarve — південне узбережжя Португалії.
- Madeira — Мадейрський архіпелаг.
- Açores — Азорські острови.